# Mamma mia/Gloria
Mamma mia/Gloria è il 16° singolo de I Camaleonti, pubblicato in Italia nel 1969.

## Tracce
Lato A
1. Mamma mia – 3:36 (testo: Mogol – musica: Lucio Battisti)

Lato B
1. Gloria – 4:57 (testo: Giancarlo Bigazzi – musica: Claudio Cavallaro)